# Llista de topònims de Collsuspina
Llista de topònims (noms propis de lloc) del municipi de Collsuspina, al Moianès
Informació actualitzada per un bot. Els canvis manuals es perdran quan s'actualitzi!

## casa
| imatge | Nom                | Ubicat a    | instància de | Detalls                                  | coordenades                                                                     | Protecció                                  | Commons (més fotos)        | Dades a WD                    |
| ------ | ------------------ | ----------- | ------------ | ---------------------------------------- | ------------------------------------------------------------------------------- | ------------------------------------------ | -------------------------- | ----------------------------- |
|        | Ca l'Escanya       | Collsuspina | casa         |                                          | 41° 49′ 30″ N, 2° 09′ 43″ E / 41.8249°N,2.16193°E                               | bé integrant del patrimoni cultural català |                            | Modifica les dades a Wikidata |
|        | Ca l'Espinoi       | Collsuspina | casa         | Estil: arquitectura popular 19th century | 41° 49′ 32″ N, 2° 10′ 30″ E / 41.825672°N,2.175053°E ca:Plaça Major, 4 902 msnm | bé integrant del patrimoni cultural català | Ca l'Espinoi (Collsuspina) | Modifica les dades a Wikidata |
|        | Cal Barber         | Collsuspina | casa         | Estil: arquitectura popular              | 41° 49′ 33″ N, 2° 10′ 33″ E / 41.82581°N,2.175916°E                             | bé integrant del patrimoni cultural català |                            | Modifica les dades a Wikidata |
|        | Cal Mestre         | Collsuspina | casa         | Estil: arquitectura popular 1791         | 41° 49′ 34″ N, 2° 10′ 31″ E / 41.82599°N,2.175293°E ca:C/ Major, 37             | bé integrant del patrimoni cultural català |                            | Modifica les dades a Wikidata |
|        | Can Xarina         | Collsuspina | casa         | Estil: gòtic flamíger                    | 41° 49′ 33″ N, 2° 10′ 31″ E / 41.8258°N,2.17527°E                               | bé integrant del patrimoni cultural català | Can Xarina (Collsuspina)   | Modifica les dades a Wikidata |
|        | Casanova de Pedrós | Collsuspina | casa         | Estil: arquitectura popular              |                                                                                 | bé integrant del patrimoni cultural català |                            | Modifica les dades a Wikidata |
|        | el Collell         | Collsuspina | casa         | Estil: arquitectura popular              | 41° 49′ 17″ N, 2° 10′ 12″ E / 41.8215°N,2.17002°E ca:La Serreta                 | bé integrant del patrimoni cultural català |                            | Modifica les dades a Wikidata |

## entitat singular de població
| imatge | Nom            | Ubicat a    | instància de                                   | Detalls | coordenades                                                                  | Protecció | Commons (més fotos) | Dades a WD                    |
| ------ | -------------- | ----------- | ---------------------------------------------- | ------- | ---------------------------------------------------------------------------- | --------- | ------------------- | ----------------------------- |
|        | Collsuspina    | Collsuspina | entitat singular de població capital municipal | 225 hab | 41° 49′ 33″ N, 2° 10′ 32″ E / 41.8258°N,2.17546°E 902 msnm                   |           |                     | Modifica les dades a Wikidata |
|        | Raval Picanyol | Collsuspina | entitat singular de població                   | 146 hab | 41° 49′ 31″ N, 2° 09′ 50″ E / 41.8253303586256°N,2.16390158950794°E 884 msnm |           |                     | Modifica les dades a Wikidata |
|        | les Casetes    | Collsuspina | entitat singular de població                   | 19 hab  | 41° 49′ 44″ N, 2° 10′ 00″ E / 41.828752512877°N,2.1667518888053°E 915 msnm   |           |                     | Modifica les dades a Wikidata |

## església
| imatge | Nom                        | Ubicat a    | instància de | Detalls                      | coordenades                                                                                            | Protecció                                  | Commons (més fotos)             | Dades a WD                    |
| ------ | -------------------------- | ----------- | ------------ | ---------------------------- | --- | ------------------------------------------ | ------------------------------- | ----------------------------- |
|        | Sant Cugat de Gavadons     | Collsuspina | església     | Estil: arquitectura romànica | 41° 50′ 46″ N, 2° 10′ 27″ E / 41.8462°N,2.1741°E ca:Camí de Sant Cugat de Gavadons, des de les Casetes | bé integrant del patrimoni cultural català | Sant Cugat de Gavadons          | Modifica les dades a Wikidata |
|        | Santa Maria de Collsuspina | Collsuspina | església     | Estil: neoclassicisme        | 41° 49′ 31″ N, 2° 10′ 30″ E / 41.8254°N,2.17488°E 903.4 msnm                                           | bé integrant del patrimoni cultural català | Saint Mary Church (Collsuspina) | Modifica les dades a Wikidata |

## granja
| imatge | Nom                  | Ubicat a    | instància de | Detalls | coordenades                                                         | Protecció | Commons (més fotos) | Dades a WD                    |
| ------ | -------------------- | ----------- | ------------ | ------- | ------------------------------------------------------------------- | --------- | ------------------- | ----------------------------- |
|        | Granges de l'Espinoi | Collsuspina | granja       |         | 41° 48′ 53″ N, 2° 10′ 12″ E / 41.8148545765151°N,2.1699975288625°E  |           |                     | Modifica les dades a Wikidata |
|        | Granja del Camp      | Collsuspina | granja       |         | 41° 49′ 55″ N, 2° 10′ 40″ E / 41.8318708197893°N,2.17783445096681°E |           |                     | Modifica les dades a Wikidata |

## llinda
| imatge | Nom                     | Ubicat a    | instància de | Detalls                     | coordenades | Protecció                                  | Commons (més fotos) | Dades a WD                    |
| ------ | ----------------------- | ----------- | ------------ | --------------------------- | ----------- | ------------------------------------------ | ------------------- | ----------------------------- |
|        | Llinda de Cal Cisteller | Collsuspina | llinda       | Estil: arquitectura popular |             | bé integrant del patrimoni cultural català |                     | Modifica les dades a Wikidata |
|        | Llinda de Cal Fonseca   | Collsuspina | llinda       | Estil: arquitectura popular |             | bé integrant del patrimoni cultural català |                     | Modifica les dades a Wikidata |

## masia
| imatge | Nom                | Ubicat a    | instància de | Detalls                                         | coordenades                                                                                             | Protecció                                  | Commons (més fotos)       | Dades a WD                    |
| ------ | ------------------ | ----------- | ------------ | ----------------------------------------------- | --- | ------------------------------------------ | ------------------------- | ----------------------------- |
|        | Armadans           | Collsuspina | masia        |                                                 | 41° 50′ 04″ N, 2° 09′ 45″ E / 41.8345337307321°N,2.16244499376599°E ca:Els plans d'Armadans             |                                            |                           | Modifica les dades a Wikidata |
|        | Bellver            | Collsuspina | masia        | Estil: arquitectura popular                     | 41° 50′ 47″ N, 2° 10′ 20″ E / 41.8465°N,2.17233°E ca:Camí de Sant Cugat de Gavadons, des de les Casetes | bé integrant del patrimoni cultural català | Bellver (Collsuspina)     | Modifica les dades a Wikidata |
|        | Boldrons           | Collsuspina | masia        |                                                 | 41° 50′ 47″ N, 2° 11′ 15″ E / 41.8465119544919°N,2.18740401800234°E ca:Camí de Regàs                    |                                            |                           | Modifica les dades a Wikidata |
|        | Cal Garet          | Collsuspina | masia        | Estil: arquitectura popular                     | 41° 49′ 46″ N, 2° 11′ 38″ E / 41.8295°N,2.19378°E                                                       | bé integrant del patrimoni cultural català | Cal Garet (Collsuspina)   | Modifica les dades a Wikidata |
|        | Cal Monget         | Collsuspina | masia        |                                                 | 41° 49′ 24″ N, 2° 10′ 29″ E / 41.8232°N,2.17459°E 920.9 msnm                                            |                                            |                           | Modifica les dades a Wikidata |
|        | Cal Rius           | Collsuspina | masia        | Estil: arquitectura popular                     | 41° 49′ 49″ N, 2° 10′ 29″ E / 41.83021°N,2.17464°E                                                      | bé integrant del patrimoni cultural català |                           | Modifica les dades a Wikidata |
|        | Cal Torres         | Collsuspina | masia        | Estil: arquitectura popular                     | 41° 49′ 45″ N, 2° 11′ 07″ E / 41.82924°N,2.185294°E                                                     | bé integrant del patrimoni cultural català | Cal Torres (Collsuspina)  | Modifica les dades a Wikidata |
|        | Can Barró          | Collsuspina | masia        |                                                 | 41° 50′ 19″ N, 2° 10′ 12″ E / 41.8385607877273°N,2.17002849754023°E                                     |                                            |                           | Modifica les dades a Wikidata |
|        | Can Jan            | Collsuspina | masia        |                                                 | 41° 49′ 55″ N, 2° 10′ 29″ E / 41.8318749513604°N,2.17464301995528°E                                     |                                            |                           | Modifica les dades a Wikidata |
|        | Can Jordà          | Collsuspina | masia        | Estil: arquitectura popular 18th century        | 41° 49′ 34″ N, 2° 11′ 21″ E / 41.826°N,2.189134°E ca:A 500 m del Garet 934 msnm                         | bé integrant del patrimoni cultural català | Can Jordà (Collsuspina)   | Modifica les dades a Wikidata |
|        | Can Regàs          | Collsuspina | masia        |                                                 | 41° 50′ 37″ N, 2° 10′ 58″ E / 41.8436596619863°N,2.18273045730856°E ca:Camí de Regàs                    |                                            |                           | Modifica les dades a Wikidata |
|        | Casa Nova          | Collsuspina | masia        | Estil: arquitectura popular 18th century        | 41° 49′ 50″ N, 2° 10′ 53″ E / 41.830443°N,2.181484°E ca:A 400 m del nucli 915 msnm                      | bé integrant del patrimoni cultural català | Casa Nova (Collsuspina)   | Modifica les dades a Wikidata |
|        | Caseta de Vilafort | Collsuspina | masia        |                                                 | 41° 51′ 03″ N, 2° 09′ 37″ E / 41.8508827641866°N,2.16020793337719°E                                     |                                            |                           | Modifica les dades a Wikidata |
|        | Floriac            | Collsuspina | masia        |                                                 | 41° 50′ 08″ N, 2° 11′ 40″ E / 41.8356453581389°N,2.19445454938809°E ca:Floriac, N-141, pk 7             |                                            |                           | Modifica les dades a Wikidata |
|        | Mas Casanoves      | Collsuspina | masia        |                                                 | 41° 49′ 49″ N, 2° 10′ 53″ E / 41.8304°N,2.1813°E 915 msnm                                               |                                            |                           | Modifica les dades a Wikidata |
|        | Mas Miravalls      | Collsuspina | masia        |                                                 | 41° 50′ 57″ N, 2° 10′ 15″ E / 41.8492491723025°N,2.17090222634929°E                                     |                                            |                           | Modifica les dades a Wikidata |
|        | Mas Nualard        | Collsuspina | masia        |                                                 | 41° 50′ 28″ N, 2° 10′ 18″ E / 41.8411491026197°N,2.17174152716082°E 1008 msnm                           |                                            | Mas Nualard               | Modifica les dades a Wikidata |
|        | Mas Picanyol       | Collsuspina | masia        |                                                 | 41° 49′ 33″ N, 2° 10′ 04″ E / 41.825701°N,2.167696°E 874 msnm                                           | bé integrant del patrimoni cultural català |                           | Modifica les dades a Wikidata |
|        | Torre Magra        | Collsuspina | masia        | 18th century                                    | 41° 49′ 50″ N, 2° 10′ 16″ E / 41.8304978630678°N,2.17102382230685°E ca:Raval de les Casetes             |                                            |                           | Modifica les dades a Wikidata |
|        | el Coll            | Collsuspina | masia        |                                                 | 41° 49′ 29″ N, 2° 09′ 55″ E / 41.8248090764546°N,2.16529315683518°E                                     |                                            |                           | Modifica les dades a Wikidata |
|        | el Pedrós          | Collsuspina | masia        | Estil: arquitectura popular                     | 41° 49′ 01″ N, 2° 09′ 54″ E / 41.816984°N,2.165073°E                                                    | bé integrant del patrimoni cultural català |                           | Modifica les dades a Wikidata |
|        | el Solà            | Collsuspina | masia        |                                                 | 41° 50′ 54″ N, 2° 10′ 45″ E / 41.8482465936404°N,2.17928714707993°E                                     |                                            |                           | Modifica les dades a Wikidata |
|        | els Munts          | Collsuspina | masia        |                                                 | 41° 51′ 08″ N, 2° 11′ 06″ E / 41.8521425828533°N,2.18505591886575°E ca:Camí de Fontanelles              |                                            |                           | Modifica les dades a Wikidata |
|        | l'Espina           | Collsuspina | masia        | Estil: arquitectura gòtica arquitectura popular | 41° 49′ 03″ N, 2° 10′ 42″ E / 41.81762917°N,2.1783°E ca:A 1,5 km del poble direcció sud. 923 msnm       | bé integrant del patrimoni cultural català | Ca l'Espina (Collsuspina) | Modifica les dades a Wikidata |
|        | l'Espinoi          | Collsuspina | masia        | Estil: arquitectura popular 19th century        | 41° 48′ 59″ N, 2° 10′ 26″ E / 41.8165°N,2.17394°E ca:A 1 km al sud del poble 910 msnm                   | bé integrant del patrimoni cultural català | L'Espinoi                 | Modifica les dades a Wikidata |
|        | l'Oller            | Collsuspina | masia        | Estil: arquitectura popular 19th century        | 41° 50′ 08″ N, 2° 10′ 31″ E / 41.835584°N,2.175405°E ca:A 1 km al nord del nucli 955 msnm               | bé integrant del patrimoni cultural català | L'Oller (Collsuspina)     | Modifica les dades a Wikidata |
|        | la Bufa            | Collsuspina | masia        |                                                 | 41° 49′ 37″ N, 2° 10′ 07″ E / 41.8268872415388°N,2.16868608897429°E ca:Carretera N-141 Km 33,9          |                                            |                           | Modifica les dades a Wikidata |
|        | la Guixera         | Collsuspina | masia        | Estil: arquitectura popular                     | 41° 49′ 40″ N, 2° 11′ 36″ E / 41.827905°N,2.193291°E                                                    | bé integrant del patrimoni cultural català | La Guixera (Collsuspina)  | Modifica les dades a Wikidata |

## muntanya
| imatge | Nom              | Ubicat a         | instància de | Detalls | coordenades                                                             | Protecció | Commons (més fotos) | Dades a WD                    |
| ------ | ---------------- | ---------------- | ------------ | ------- | ----------------------------------------------------------------------- | --------- | ------------------- | ----------------------------- |
|        | Grony de l'Oller | Collsuspina      | muntanya     |         | 41° 50′ 06″ N, 2° 10′ 12″ E / 41.83499194°N,2.17011944°E 1062 msnm      |           |                     | Modifica les dades a Wikidata |
|        | Muntanya de Pol  | Collsuspina Moià | muntanya     |         | 41° 49′ 36″ N, 2° 09′ 20″ E / 41.8268°N,2.15559°E 1031.9 msnm           |           |                     | Modifica les dades a Wikidata |
|        | Serrat Rodó      | Collsuspina      | muntanya     |         | 41° 48′ 27″ N, 2° 10′ 50″ E / 41.80761389°N,2.18046111°E 913.5 msnm     |           |                     | Modifica les dades a Wikidata |
|        | Turó de Bellver  | Collsuspina      | muntanya     |         | 41° 50′ 50″ N, 2° 10′ 18″ E / 41.8471462109°N,2.17154371646°E 1045 msnm |           | Turó de Bellver     | Modifica les dades a Wikidata |

## serra
| imatge | Nom                  | Ubicat a                    | instància de | Detalls | coordenades                                                         | Protecció | Commons (més fotos) | Dades a WD                    |
| ------ | -------------------- | --------------------------- | ------------ | ------- | ------------------------------------------------------------------- | --------- | ------------------- | ----------------------------- |
|        | Costa del Pol        | Moià Collsuspina            | serra        |         | 41° 49′ 38″ N, 2° 09′ 20″ E / 41.8271°N,2.15569°E 1061 msnm         |           |                     | Modifica les dades a Wikidata |
|        | serrat de Font Joana | Collsuspina Muntanyola Tona | serra        |         | 41° 51′ 54″ N, 2° 11′ 29″ E / 41.86510833°N,2.19138333°E 927.7 msnm |           |                     | Modifica les dades a Wikidata |

## Misc
| imatge | Nom                          | Ubicat a    | instància de              | Detalls                     | coordenades                                                                               | Protecció                                  | Commons (més fotos)         | Dades a WD                    |
| ------ | ---------------------------- | ----------- | ------------------------- | --------------------------- | ----------------------------------------------------------------------------------------- | ------------------------------------------ | --------------------------- | ----------------------------- |
|        | Cal Roma                     | Collsuspina | casa consistorial         | Estil: arquitectura popular | 41° 49′ 32″ N, 2° 10′ 31″ E / 41.825574°N,2.175337°E ca:Plaça Major, 3. 08178 Collsuspina | bé integrant del patrimoni cultural català | Cal Roma (Collsuspina)      | Modifica les dades a Wikidata |
|        | Molí de l'Espina             | Collsuspina | molí d'aigua              |                             | 41° 49′ 10″ N, 2° 10′ 33″ E / 41.8193739929975°N,2.17597150617101°E                       |                                            |                             | Modifica les dades a Wikidata |
|        | San Cugat de Gavadons        | Collsuspina | vèrtex geodèsic           | Alt: 1.2m                   | 41° 50′ 50″ N, 2° 10′ 17″ E / 41.847172°N,2.171397°E 1045.658 msnm                        |                                            |                             | Modifica les dades a Wikidata |
|        | creu de terme de Collsuspina | Collsuspina | creu de terme             | Estil: arquitectura popular | 41° 49′ 33″ N, 2° 10′ 31″ E / 41.8259°N,2.17531°E                                         | bé integrant del patrimoni cultural català | Creu de terme (Collsuspina) | Modifica les dades a Wikidata |
|        | la Creu de Nualard           | Collsuspina | indret intersecció viària |                             | 41° 50′ 34″ N, 2° 10′ 10″ E / 41.8428255259865°N,2.1694072687531°E                        |                                            |                             | Modifica les dades a Wikidata |